# Samuel Tuia
Samuel Tuia (ur. 24 lipca 1986 w Mata Utu) – francuski siatkarz; reprezentant kraju, grający na pozycji przyjmującego. W reprezentacji Francji rozegrał 133 mecze. 

## Sukcesy klubowe
Liga francuska:
- 2010

Liga polska:
- 2014

Liga turecka:
- 2018

Liga niemiecka:
- 2019, 2021, 2022[2]

Superpuchar Niemiec:
- 2019, 2020, 2021

Puchar Niemiec:
- 2020

## Sukcesy reprezentacyjne
Igrzyska Pacyfiku:
- 2007, 2015

Mistrzostwa Europy:
- 2009